# Robert Bartels
Robert Bartels (28 de Abril de 1911 - † 20 de Agosto de 1943) foi um comandante de U-Boot que serviu na Kriegsmarine durante a Segunda Guerra Mundial.